# World Poker Tour (stagione 6)
Di seguito sono elencati i risultati della sesta stagione del World Poker Tour (2007–2008).

## Risultati

### Mirage Poker Showdown
- Casino: The Mirage
- Buy-in: $10.000
- Data: 19-23 maggio 2007
- Iscritti: 309
- Montepremi totale: $2.907.381
- Giocatori premiati: 27
- Mano vincente: A-2

| Piazzamento | Nome            | Premio     |
| ----------- | --------------- | ---------- |
| 1°          | Jonathan Little | $1.091.295 |
| 2°          | Cory Carroll    | $561.369   |
| 3°          | Darrell Dicken  | $259.369   |
| 4°          | Richard Kirsch  | $172.912   |
| 5°          | Phil Ivey       | $129.684   |
| 6°          | Amnon Filippi   | $100.865   |

### Mandalay Bay Poker Championship
- Casino: Mandalay Bay
- Buy-in: $10.000
- Data: 29 maggio-2 giugno 2007
- Iscritti: 228
- Montepremi totale: $2.211.600
- Giocatori premiati: 27
- Mano vincente: 3-3

| Piazzamento | Nome             | Premio   |
| ----------- | ---------------- | -------- |
| 1°          | Shawn Buchanan   | $768.775 |
| 2°          | Jared Hamby      | $459.080 |
| 3°          | David Levi       | $229.540 |
| 4°          | Thayer Rasmussen | $131.170 |
| 5°          | David Haddad     | $98.375  |
| 6°          | Danny Wong       | $76.515  |

### Bellagio Cup III
- Casino: Bellagio
- Buy-in: $10.000
- Data: 10-15 luglio 2007
- Iscritti: 535
- Montepremi totale: $5.189.500
- Giocatori premiati: 100
- Mano vincente: Q-Q

| Piazzamento | Nome               | Premio     |
| ----------- | ------------------ | ---------- |
| 1°          | Kevin Saul         | $1.342.320 |
| 2°          | Mike Matusow       | $671.320   |
| 3°          | Danny Wong         | $361.480   |
| 4°          | Shane Schleger     | $232.490   |
| 5°          | Eric Panayioyou    | $154.920   |
| 6°          | Constantin Puckhov | $103.280   |

### Legends of Poker
- Casino: Bicycle Casino, Los Angeles
- Buy-in: $10.000
- Data: 25-30 agosto 2007
- Iscritti: 485
- Montepremi totale: $4.607.500
- Giocatori premiati: 45
- Mano vincente: 10-5

| Piazzamento | Nome            | Premio     |
| ----------- | --------------- | ---------- |
| 1°          | Dan Harrington  | $1.599.865 |
| 2°          | David Pham      | $800.185   |
| 3°          | Thu Nguyen      | $388.660   |
| 4°          | Tom Schneider   | $228.625   |
| 5°          | Michael McClain | $182.900   |
| 6°          | Shi Jia Liu     | $137.175   |

### Gulf Coast Poker Championship
- Casino: Beau Rivage, Biloxi
- Buy-in: $10.000
- Data: 6-9 settembre 2007
- Iscritti: 256
- Montepremi totale: $2.463.200
- Giocatori premiati: 27
- Winning Hand: A-9

| Piazzamento | Nome          | Premio   |
| ----------- | ------------- | -------- |
| 1°          | Bill Edler    | $747.615 |
| 2°          | David Robbins | $411.185 |
| 3°          | Hank Sitton   | $216.768 |
| 4°          | John Davidson | $163.540 |
| 5°          | Tim Frazin    | $140.177 |
| 6°          | Tom Franklin  | $120.814 |

### Borgata Poker Open
- Casino: Borgata, Atlantic City
- Buy-in: $10.000
- Data: 16-20 settembre 2007
- Iscritti: 560
- Montepremi totale: $5.432.000
- Giocatori premiati: 54
- Mano vincente: 4-4

| Piazzamento | Nome                | Premio     |
| ----------- | ------------------- | ---------- |
| 1°          | Roy Winston         | $1.575.280 |
| 2°          | Heung Yoon          | $832.725   |
| 3°          | Haralabos Voulgaris | $434.560   |
| 4°          | Mark Weitzman       | $380.240   |
| 5°          | Eugene Todd         | $325.920   |
| 6°          | Mike Matusow        | $271.280   |

### Turks & Caicos Poker Classic
- Casino: Players Club, Turks e Caicos
- Buy-in: $7.500
- Data: 26-30 settembre 2007
- Iscritti: 137
- Montepremi totale: $996.675
- Giocatori premiati: 10
- Mano vincente: 10-10

| Piazzamento | Nome            | Premio   |
| ----------- | --------------- | -------- |
| 1°          | Rhynie Campbell | $436.675 |
| 2°          | Erik Cajelais   | $225.000 |
| 3°          | Alan Sass       | $125.000 |
| 4°          | Chris Smith     | $70.000  |
| 5°          | Trevor Hebert   | $50.000  |
| 6°          | Nam Le          | $30.000  |

### Spanish Championship
- Casino: Casino Barcelona, Barcelona
- Buy-in: €7.500
- Data: 11-16 ottobre 2007
- Iscritti: 226
- Montepremi totale: €1.665.500
- Giocatori premiati: 27
- Mano vincente: K-8

| Piazzamento | Nome                | Premio   |
| ----------- | ------------------- | -------- |
| 1°          | Markus Lehmann      | €537.000 |
| 2°          | Ludovic Lacay       | €295.200 |
| 3°          | Christer Johansson  | €151.000 |
| 4°          | Steve Sung          | €117.400 |
| 5°          | Gus Hansen          | €100.600 |
| 6°          | Vladimir Poleshchuk | €83.900  |

### North American Poker Championship
- Casino: Fallsview Casino Resort, Canada
- Buy-in: C$ 10.000
- Data: 26 ottobre-2 novembre 2007
- Iscritti: 504
- Montepremi totale: C$ 5.133.335
- Giocatori premiati: 45
- Mano vincente: Q-5

| Piazzamento | Nome             | Premio       |
| ----------- | ---------------- | ------------ |
| 1°          | Scott Clements   | C$ 1.456.585 |
| 2°          | Jonathan Little  | C$ 714.905   |
| 3°          | David Cloutier   | C$ 372.772   |
| 4°          | Barry Greenstein | C$ 306.388   |
| 5°          | Kofi Farkye      | C$ 229.791   |
| 6°          | Jeff Garza       | C$ 178.727   |

### World Poker Finals
- Casino: Foxwoods, Connecticut
- Buy-in: $10.000
- Data: 7-13 novembre 2007
- Iscritti: 575
- Montepremi totale: $5.404.075
- Giocatori premiati: 50
- Mano vincente: A-Q

| Piazzamento | Nome          | Premio     |
| ----------- | ------------- | ---------- |
| 1°          | Mike Vela     | $1.704.986 |
| 2°          | Nick Schulman | $864.652   |
| 3°          | Nenad Medić   | $486.367   |
| 4°          | Tom Dwan      | $324.244   |
| 5°          | Michael White | $243.184   |
| 6°          | Mark Weitzman | $189.142   |

### Doyle Brunson Classic Championship
- Casino: Bellagio
- Buy-in: $15.000
- Data: 12-18 dicembre 2007
- Iscritti: 626
- Montepremi totale: $9.390.000
- Giocatori premiati: 100
- Mano vincente: J-10

| Piazzamento | Nome             | Premio     |
| ----------- | ---------------- | ---------- |
| 1°          | Eugene Katchalov | $2.482.605 |
| 2°          | Ted Kearly       | $1.252.640 |
| 3°          | Dave Ulliott     | $674.500   |
| 4°          | Kenneth Rosen    | $433.675   |
| 5°          | Jordan Rich      | $289.070   |
| 6°          | Ryan Daut        | $192.715   |

### World Poker Open
- Casino: Gold Strike Resort and Casino, Tunica
- Buy-in: $10.000
- Data: 20-24 gennaio 2008
- Iscritti: 259
- Montepremi totale: $2.512.300
- Giocatori premiati: 27
- Mano vincente: Q-Q

| Piazzamento | Nome              | Premio   |
| ----------- | ----------------- | -------- |
| 1°          | Brett Faustman    | $892.413 |
| 2°          | Hoyt Corkins      | $458.267 |
| 3°          | Mến Nguyễn        | $241.193 |
| 4°          | Freddy Deeb       | $168.835 |
| 5°          | Gabe Costner      | $123.008 |
| 6°          | John Spadavecchia | $96.477  |

### Borgata Winter Open
- Casino: Borgata, Atlantic City
- Buy-in: $10.000
- Data: 27-31 gennaio 2008
- Iscritti: 507
- Montepremi totale: $4.917.900
- Giocatori premiati: 54
- Mano vincente: Q-J

| Piazzamento | Nome          | Premio     |
| ----------- | ------------- | ---------- |
| 1°          | Gavin Griffin | $1.401.109 |
| 2°          | David Tran    | $737.685   |
| 3°          | Thomas Hare   | $381.137   |
| 4°          | Noah Schwartz | $331.958   |
| 5°          | Lee Watkinson | $282.779   |
| 6°          | Ervin Prifti  | $233.600   |

### L.A. Poker Classic
- Casino: Commerce Casino, Los Angeles
- Buy-in: $10.000
- Data: 23-28 febbraio 2008
- Iscritti: 665
- Montepremi totale: $6.288.000
- Giocatori premiati: 63
- Mano vincente: A-8

| Piazzamento | Nome             | Premio     |
| ----------- | ---------------- | ---------- |
| 1°          | Phil Ivey        | $1.596.100 |
| 2°          | Quinn Do         | $909.400   |
| 3°          | Charles Moore    | $625.630   |
| 4°          | Nam Le           | $411.770   |
| 5°          | Scott Montgomery | $296.860   |
| 6°          | Phil Hellmuth    | $229.820   |

### Bay 101 Shooting Star
- Casino: Bay 101, San José
- Buy-in: $10,000
- Data: 10-14 marzo 2008
- Iscritti: 376
- Montepremi: $3.336.000
- Giocatori premiati: 45
- Mano vincente: 4-4

| Piazzamento | Nome            | Premio     |
| ----------- | --------------- | ---------- |
| 1°          | Brandon Cantu   | $1.000.000 |
| 2°          | Steve Sung      | $585.000   |
| 3°          | Jennifer Harman | $330.000   |
| 4°          | Noah Jefferson  | $265.000   |
| 5°          | Michael Baker   | $200.000   |
| 6°          | John Phan       | $135.000   |

### World Poker Challenge
- Casino: Reno Hilton, Reno
- Buy-in: $7.500
- Data: 25-28 marzo 2008
- Iscritti: 261
- Montepremi totale: $1,873,275
- Giocatori premiati: 27
- Mano vincente: J-4

| Piazzamento | Nome             | Premio   |
| ----------- | ---------------- | -------- |
| 1°          | Lee Markholt     | $493.815 |
| 2°          | Bryan Devonshire | $271.625 |
| 3°          | Zachary Hyman    | $149.862 |
| 4°          | Jason Potter     | $103.030 |
| 5°          | David Pham       | $93.664  |
| 6°          | Jeff DeWitt      | $84.297  |

### Foxwoods Poker Classic
- Casino: Foxwoods, Connecticut
- Buy-in: $10.000
- Data: 4-9 aprile 2008
- Iscritti: 346
- Montepremi totale: $3.230.014
- Number of Payouts: 40
- Mano vincente: A-J

| Piazzamento | Nome              | Premio   |
| ----------- | ----------------- | -------- |
| 1°          | Erik Seidel       | $992.890 |
| 2°          | Robert Richardson | $558.792 |
| 3°          | Andrew Barta      | $281.011 |
| 4°          | Frank Cieri       | $200.261 |
| 5°          | Adam Katz         | $151.811 |
| 6°          | Ted Forrest       | $103.360 |

### WPT Championship
- Casino: Bellagio
- Buy-in: $25.000
- Data: 19-26 aprile 2008
- Iscritti: 545
- Montepremi totale: $13.216.250
- Giocatori premiati: 100
- Mano vincente: A-9

| Piazzamento | Nome         | Premio     |
| ----------- | ------------ | ---------- |
| 1°          | David Chiu   | $3.389.140 |
| 2°          | Gus Hansen   | $1.714.800 |
| 3°          | John Roveto  | $923.355   |
| 4°          | Cory Carroll | $593.645   |
| 5°          | Tommy Le     | $395.725   |
| 6°          | Jeff King    | $263.815   |